# Notophthiracarus iubatus
Notophthiracarus iubatus är en kvalsterart som först beskrevs av Wojciech Niedbała 2003.  Notophthiracarus iubatus ingår i släktet Notophthiracarus och familjen Phthiracaridae. Inga underarter finns listade i Catalogue of Life.